# Francisco de Saldanha da Gama
Francisco de Saldanha da Gama, portugalski rimskokatoliški duhovnik, škof in kardinal, * 20. maj 1723, Lizbona, † 1. november 1776.

## Življenjepis
5. aprila 1756 je bil povzdignjen v kardinala.
28. maja 1759 je bil imenovan za patriarha Lizbone in za kardinal-duhovnika.